# Sankt Marien
Sankt Marien je obec v rakouské spolkové zemi Horní Rakousy, v okrese Linec-venkov.

## Obyvatelstvo
K 1. lednu 2015 zde žilo 4 645 obyvatel.